# Budov (zámek)
Budov je komplex malého zámku a hospodářského dvora ve stejnojmenné vesnici u Verušiček v okrese Karlovy Vary. Areál se nachází ve východní části vesnice. Tvoří ho zřícenina starého zámku, chátrající budovy dvora a nového zámku.

## Historie
První panské sídlo v Budově vzniklo pravděpodobně na konci čtrnáctého století, ale o jeho poloze nic nevíme. První písemná zmínka o vesnici pochází z roku 1390, kdy patřila Lvovi z Budova. O devět let později je zmiňován Purkart z Budova považovaný za předka rodu Budovců z Budova. Podle Jiřího Úlovce však oba zmiňovaní patřili k jinému rodu a prvním prokazatelným příslušníkem Budovců je až Jan z Budova uváděný poprvé v roce 1452. Jeho nástupci se stali bratři Purkart a Václav. Budovcové zde žili nejméně do roku 1496, po kterém se odstěhovali na jiná panství. Z roku 1530 pochází zpráva, podle které Jan Čichalovec z Čichalova prodal mlýn pod Budovem Jindřichovi z Údrče. Po roce 1542 se Jindřichovi synové rozdělili o majetek, a Budov připadl Jiřímu z Údrče. Jeho syn Felix panství prodal v roce 1589 Bernartovi Cukrovi z Tamfeldu, který je však vlastnil jen krátce, ale přesto stihl panství zadlužit. Roku 1592 od něj statek koupil Baltazar Sekerka ze Sedčic. Sekerkům patřil s krátkou přestávkou až do roku 1698.
V šestnáctém století si snad již Údrčtí z Údrče nechali postavit novou renesanční tvrz, o které se předpokládá, že stála v poplužním dvoře. Zpráva z roku 1631 dokládá, že byla poškozena během třicetileté války, ale do roku 1647 proběhla její oprava. Baltazar Ladislav Sekerka nebo jeho syn Felix nechali dvůr výrazně přestavět v barokním slohu. Nejlépe zachovanou stavbou z tohoto období je sýpka v severozápadním nároží a pozůstatky starého zámku v jihozápadním nároží.
V roce 1698 koupil budovské panství Petr Jáchym Campanus z Rösselfeldu za šestnáct tisíc rýnských zlatých. Po jeho synovi Adamu Antonínovi panství v roce 1725 přešlo na Vojtěcha Putze z Breitenbachu. Ten již o rok později zemřel a majetek zdědila vdova a tři děti. Roku 1727 se rozdělili a Budov získal mladší syn František Antonín, ale později ho prodal bratrovi Václavu Leopoldovi, který jej připojil ke svému panství zámku v Lukách. Se svým synem Františkem Xaverem rozšířili panství o Chyši, Verušičky a další vesnice. Roku 1774 však František Xaver prodal Verušičky, Luka a Budov Františku Antonínu Nosticovi za částku přesahující 115 tisíc zlatých. Nosticům panství patřilo až do roku 1798. Potom se v držení vystřídali Kašpar Fridriech Josef von Overschie a jeho dědicové, kteří je vyměnili s Karlem de Thysebaert za pozemky v Belgii a Nizozemsku. Od jeho syna koupil zadlužený majetek malostranský měšťan Jan Antonín Hladík, který v roce 1838 Budov prodal Antonii z Neubergu. Za Neubergů se Budov stal po dlouhé době opět panským sídlem. Na východní straně dvora si nechali postavit tzv. nový zámek a na protilehlé straně vznikla kaple. Od roku 1863 se majitelé rychle střídali. Patřili k nim manželé Heliodor a Klementina Heidlerovi, František Wilhelm, chomutovský obchodník August Gutt a další. Po roce 1945 areál dvora připadl státnímu statku, který jej využíval až do konce dvacátého století.

## Stavební podoba

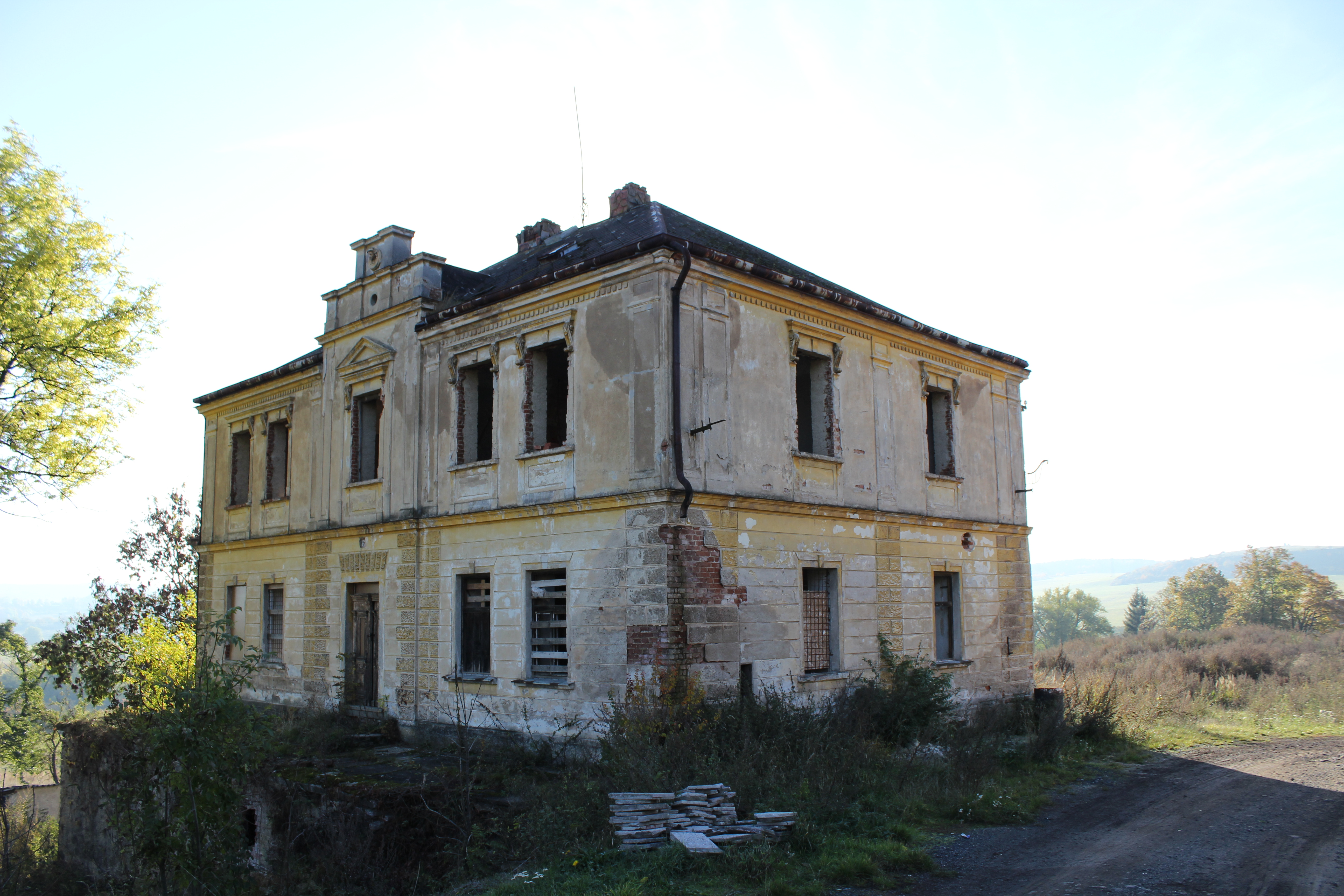
Východní průčelí nového zámku

Původní dvůr měl nepravidelný půdorys a dvě křídla. Jižní stranu tvořilo jediné dlouhé křídlo, zatímco na severní straně stojí několik budov. Východní a západní strany byly otevřené, ale v devatenáctém století v nich byl postaven nový zámek s kaplí.

### Starý zámek
Starý zámek stál v jihozápadním nároží na okraji terénního zlomu, který způsoboval statické poruchy, a proto byla stavba postupně zpevněna třemi opěrnými pilíři. Původně byl jako patrový postaven na trojdílném půdorysu, ale na počátku 21. století z něj zůstalo jen přízemí východní a střední části. Patro a západní část stavby byly sneseny snad již za Putzů z Breitenbachu v osmnáctém století. Dochovaný zbytek má půdorys 15 × 12 metrů s obvodovými zdmi silnými 1,3 metru. Původně se v něm nacházely tři místnosti zaklenuté valenými klenbami.

### Nový zámek
Nový zámek byl postaven po roce 1841. Má jedno patro, valbovou střechu a půdorys 15,5 × 11 metrů. Nároží a středy kratších stran v přízemí jsou zdobené bosáží provedenou v omítce. Podoba prvního patra pochází ze secesních úprav z doby okolo roku 1900. Většina oken získala nadokenní římsy, v nárožích se objevily pilastry. Východní průčelí je zdůrazněné plochým rizalitem, na kterém vznikl stupňovitý štít s medailonem a trojúhelným tympanonem.

## Přístup
Areál poškozeného dvora se nachází přímo u silnice. Přes vesnici ani její blízké okolí nevede žádná turisticky značená trasa nebo cyklotrasa.